# 6G
En telecomunicaciones, 6G son las siglas utilizadas para referirse a la sexta generación de tecnologías de telefonía móvil que sucederá a la 5G. Se prevé que proporcione velocidades de transmisión significativamente superiores, con estimaciones que alcanzan los 100 gigabits por segundo o más. Su despliegue comercial se espera para la década de 2030.

## Desarrollo
Diversos países y entidades privadas han iniciado actividades de investigación y desarrollo en torno a la 6G. Empresas como Nokia, Samsung, Huawei, LG, y organizaciones gubernamentales de Corea del Sur, Japón, China, Estados Unidos y la Unión Europea han mostrado interés en su evolución tecnológica.
En 2020, el Reino Unido inauguró el 6G Innovation Centre, también conocido como 6GIC, en la Universidad de Surrey, centrado en el estudio de tecnologías avanzadas de telecomunicaciones. En paralelo, China lanzó un satélite experimental para la investigación de nuevas bandas de espectro asociadas a 6G.
En el mismo año, la Comisión Europea puso en marcha el proyecto Hexa-X, coordinado por Nokia, para fomentar la investigación en redes móviles de sexta generación. Por su parte, la Universitat Politècnica de València y Huawei establecieron una unidad conjunta para desarrollar tecnologías relacionadas.
También en 2020, empresas tecnológicas como Google y Apple se incorporaron a la Next G Alliance, una iniciativa estadounidense centrada en la planificación de la futura infraestructura 6G.
En 2021, investigadores de LG y del instituto alemán Fraunhofer lograron transmitir señales 6G a una distancia de 100 metros utilizando frecuencias en el espectro de terahercios. Ese mismo año, Samsung anunció su estrategia para la 6G, incluyendo el uso de frecuencias de hasta 1 THz.
Durante 2022, el Instituto Nacional de Tecnología de la Información y las Comunicaciones de Japón informó sobre la transmisión de datos a una velocidad de 1 petabit por segundo mediante una fibra óptica multinúcleo de revestimiento estándar.
En 2023, SK Telecom presentó un informe con directrices para la estandarización de la 6G, y LG logró una transmisión de datos a una distancia de 500 metros utilizando frecuencias THz.
En 2024, China Mobile lanzó un satélite de pruebas para tecnologías relacionadas con la 6G. Ese mismo año, durante el Mobile World Congress, Ericsson presentó un prototipo de teléfono móvil compatible con 6G. En abril, el Grupo de Coordinación de Proyectos del 3GPP dio a conocer el logotipo oficial de esta tecnología.
En mayo de 2024, un consorcio de empresas japonesas —incluyendo DOCOMO, NTT, NEC y Fujitsu— presentó un dispositivo capaz de transmitir datos a 100 Gbps a una distancia de 100 metros. En julio, China anunció la construcción de una red experimental 6G basada en infraestructuras existentes de 4G y 5G. En octubre del mismo año, se informó de pruebas que alcanzaron velocidades de hasta 938 Gbps.
Para marzo de 2025, la Universidad Carlos III de Madrid lideró el proyecto europeo MultiX Perceived 6G-RAN, enfocado en redes 6G con sensores inteligentes y algoritmos de inteligencia artificial aplicados a sectores como la salud y la industria. En paralelo, la Universidad de Cantabria inició un proyecto con objetivos similares, centrado en la adaptación dinámica de estaciones base mediante tecnologías de percepción y análisis de entorno.
En mayo de 2025, la organización estadounidense Next G Alliance abordó el desarrollo de estándares para 6G en sectores verticales como la agricultura, la gestión pública y la seguridad. Ese mismo mes, el Instituto Indio de Tecnología de Hyderabad, en colaboración con la empresa japonesa SSIC y la firma WiSig Networks, llevó a cabo pruebas de tecnologías inalámbricas 6G utilizando plataformas de radio definida por software.
En junio de 2025, China presentó un sistema de guerra electrónica basado en tecnología 6G, diseñado para interceptar señales y generar blancos falsos mediante una arquitectura fotónica, operando en bandas de frecuencia superiores a los 12 GHz.

## Características previstas
Las redes 6G se espera que integren capacidades avanzadas de computación y comunicación, con un enfoque en la inteligencia artificial para la gestión de red, optimización de protocolos y diseño de arquitecturas. También se anticipa un mayor énfasis en aspectos de privacidad, seguridad y eficiencia energética.
Un artículo publicado en Nature Electronics sugiere que las comunicaciones móviles centradas en el ser humano continuarán siendo el eje principal del desarrollo 6G. La red estaría orientada a proporcionar mayor escalabilidad, aprovechamiento dinámico del espectro y compatibilidad con múltiples tipos de conexión.

## Espectro y transmisión
Aunque aún no se han definido oficialmente las bandas de frecuencia para la 6G, se considera que el rango comprendido entre los 100 gigahercios y los 3 terahercios ofrece un potencial significativo, debido a la disponibilidad de espectro no utilizado.
Entre los principales desafíos tecnológicos se encuentran la eficiencia energética y la gestión térmica de los dispositivos operativos en estas frecuencias elevadas, así como la necesidad de nuevos materiales y diseños para transceptores y antenas.